# Landkreis Kusel
Landkreis Kusel is een Landkreis in de Duitse deelstaat Rijnland-Palts. De Landkreis telt 70.105 inwoners (31 december 2020) op een oppervlakte van 573,42 km². Kreisstadt is de stad Kusel.

## Steden en gemeenten
(Inwoners op 31 december 2020)
Verbandsgemeinden met hun bijbehorende gemeenten (Bestuurszetel *):
- 1. Verbandsgemeinde Altenglan

1. Altenglan * (2.671)
2. Bedesbach (764)
3. Bosenbach (673)
4. Elzweiler (127)
5. Erdesbach (582)
6. Föckelberg (369)
7. Horschbach (230)
8. Neunkirchen am Potzberg (406)
9. Niederalben (314)
10. Niederstaufenbach (271)
11. Oberstaufenbach (284)
12. Rammelsbach (1.461)
13. Rathsweiler (139)
14. Rutsweiler am Glan (309)
15. Ulmet (685)
16. Welchweiler (194)

- 2. Verbandsgemeinde Glan-Münchweiler

1. Börsborn (395)
2. Glan-Münchweiler * (1.248)
3. Henschtal (321)
4. Herschweiler-Pettersheim (1.265)
5. Hüffler (522)
6. Krottelbach (641)
7. Langenbach (449)
8. Matzenbach (645)
9. Nanzdietschweiler (1.145)
10. Quirnbach/Pfalz (475)
11. Rehweiler (455)
12. Steinbach am Glan (865)
13. Wahnwegen (686)

- 3. Verbandsgemeinde Kusel

1. Albessen (137)
2. Blaubach (386)
3. Dennweiler-Frohnbach (269)
4. Ehweiler (163)
5. Etschberg (657)
6. Haschbach am Remigiusberg (663)
7. Herchweiler (496)
8. Konken (830)
9. Körborn (348)
10. Kusel, Stadt * (5.566)
11. Oberalben (222)
12. Pfeffelbach (899)
13. Reichweiler (518)
14. Ruthweiler (453)
15. Schellweiler (483)
16. Selchenbach (308)
17. Thallichtenberg (535)
18. Theisbergstegen (700)

- 4. Verbandsgemeinde Lauterecken-Wolfstein

1. Adenbach (148)
2. Aschbach (321)
3. Buborn (143)
4. Cronenberg (152)
5. Deimberg (99)
6. Einöllen (410)
7. Eßweiler (386)
8. Ginsweiler (269)
9. Glanbrücken (482)
10. Grumbach (459)
11. Hausweiler (40)
12. Hefersweiler (538)
13. Heinzenhausen (255)
14. Herren-Sulzbach (157)
15. Hinzweiler (338)
16. Hohenöllen (336)
17. Homberg (194)
18. Hoppstädten (277)
19. Jettenbach (790)
20. Kappeln (189)
21. Kirrweiler (163)
22. Kreimbach-Kaulbach (752)
23. Langweiler (225)
24. Lauterecken, Stadt * (1.978)
25. Lohnweiler (378)
26. Medard (445)
27. Merzweiler (156)
28. Nerzweiler (108)
29. Nußbach (563)
30. Oberweiler im Tal (160)
31. Oberweiler-Tiefenbach (264)
32. Odenbach (840)
33. Offenbach-Hundheim (1.055)
34. Reipoltskirchen (348)
35. Relsberg (165)
36. Rothselberg (612)
37. Rutsweiler an der Lauter (364)
38. Sankt Julian (1.089)
39. Unterjeckenbach (73)
40. Wiesweiler (395)
41. Wolfstein, Stadt (1.888)

- 5. Verbandsgemeinde Schönenberg-Kübelberg

1. Altenkirchen (Pfalz) (1.297)
2. Brücken (Pfalz) (2.081)
3. Dittweiler (823)
4. Frohnhofen (497)
5. Gries (1.071)
6. Ohmbach (783)
7. Schönenberg-Kübelberg * (5.557)

- 6. Verbandsgemeinde Waldmohr

1. Breitenbach (1.796)
2. Dunzweiler (861)
3. Waldmohr * (5.111)

Adenbach ·
Albessen ·
Altenglan ·
Altenkirchen ·
Aschbach ·
Bedesbach ·
Blaubach ·
Börsborn ·
Bosenbach ·
Breitenbach ·
Brücken ·
Buborn ·
Cronenberg ·
Deimberg ·
Dennweiler-Frohnbach ·
Dittweiler ·
Dunzweiler ·
Ehweiler ·
Einöllen ·
Elzweiler ·
Erdesbach ·
Eßweiler ·
Etschberg ·
Föckelberg ·
Frohnhofen ·
Ginsweiler ·
Glan-Münchweiler ·
Glanbrücken ·
Gries ·
Grumbach ·
Haschbach am Remigiusberg ·
Hausweiler ·
Hefersweiler ·
Heinzenhausen ·
Henschtal ·
Herchweiler ·
Herren-Sulzbach ·
Herschweiler-Pettersheim ·
Hinzweiler ·
Hohenöllen ·
Homberg ·
Hoppstädten ·
Horschbach ·
Hüffler ·
Jettenbach ·
Kappeln ·
Kirrweiler ·
Konken ·
Körborn ·
Kreimbach-Kaulbach ·
Krottelbach ·
Kusel ·
Langenbach ·
Langweiler ·
Lauterecken ·
Lohnweiler ·
Matzenbach ·
Medard ·
Merzweiler ·
Nanzdietschweiler ·
Nerzweiler ·
Neunkirchen am Potzberg ·
Niederalben ·
Niederstaufenbach ·
Nußbach ·
Oberalben ·
Oberstaufenbach ·
Oberweiler im Tal ·
Oberweiler-Tiefenbach ·
Odenbach ·
Offenbach-Hundheim ·
Ohmbach ·
Pfeffelbach ·
Quirnbach/Pfalz ·
Rammelsbach ·
Rathsweiler ·
Rehweiler ·
Reichweiler ·
Reipoltskirchen ·
Relsberg ·
Rothselberg ·
Ruthweiler ·
Rutsweiler am Glan ·
Rutsweiler an der Lauter ·
Sankt Julian ·
Schellweiler ·
Schönenberg-Kübelberg ·
Selchenbach ·
Steinbach am Glan ·
Thallichtenberg ·
Theisbergstegen ·
Ulmet ·
Unterjeckenbach ·
Wahnwegen ·
Waldmohr ·
Welchweiler ·
Wiesweiler ·
Wolfstein